# Ulica Warszawska w Milanówku
Ulica Warszawska jest najdłuższą ulicą Milanówka, biegnącą wzdłuż torów PKP od wschodniej granicy miasta z Brwinowem, aż do granicy zachodniej z Grodziskiem Mazowieckim. W połowie ulicy od stacji kolejowej do krańca wschodniego jest drogą powiatową. Jest drogą dojazdową z centrum miejscowości do szosy Warszawa - Żyrardów. 

## Przebieg
Rozpoczyna bieg od zachodniej granicy Milanówka, w okolicach przepustu na rzece Rokicianka. Następnie biegnie ciągle wzdłuż torów kolejowych obok osiedla mieszkaniowego TBSów, Prywatnej Szkoły Podstawowej, dawnej Fabryki Jedwabnik, Gimnazjum przy Brzozowej, Truskawkowego Przedszkola w Willi Księżanka, obok kapliczki Matki Boskiej, pod wiaduktem samochodowym, obok dawnego kina Orzeł, Domu Piekarskiego, zabytkowego budynku Poczty, dawnej stacji WKD, stacji PKP do centrum miasta. 
Dalej za ciągiem sklepów przy stacji PKP ulica biegnie obok Straży Pożarnej, dawnej filii Przedszkola nr 1, zabytkowej willi Jolancin, obok kładki pieszo-rowerowej nad torami PKP, kaplicy Serca Jezusowego na rogu ul. Podwiejskiej, aż do granicy wschodniej miasta. 

## Skrzyżowania
- Bliska
- Brzozowa
- Smoleńskiego
- Piłsudskiego
- Przeskok
- Krzywa
- Grudowska
- Prosta
- Fiderkiewicza
- Przejazd
- Graniczna
- Akacjowa
- Podwiejska

### Węzły drogowe
- Planowane jest okolicznościowe zamykanie części ulicy Warszawskiej i zrobienie z niej deptaka z ciągiem handlowo-turystycznym od ul. Grudowskiej do ul. Piłsudskiego. Podczas "Święta ulicy Warszawskiej" w kwietniu 2014 po raz pierwszy zamknięto w ten sposób ulicę na dwa dni, w celu  udostępnienia powstałej w ten sposób przestrzeni mieszkańcom i gościom Milanówka do aktywizacji kulturalnej, społecznej i handlowej miasteczka[1].

## Historia
- Jedna z pierwszych ulic wytyczonych po założeniu Milanówka, przylegająca do stacji kolejowej i dawnego budynku stacyjnego.

## Funkcje
- Ulica jest jedną z dojazdowych ulic Milanówka do szosy wojewódzkiej 719 Warszawa - Żyrardów.

## Otoczenie
- wiadukt samochodowy na torami kolejowymi